# パトワ
パトワ（仏: Patois）は、言語学における公式の定義ではないが、ある地域（特にヨーロッパのフランス語圏）の標準語や有力言語に対する方言や少数言語全般を指す用語である。日本語では俚言（田舎言葉）と訳される。

## 定義・用法
パトワという用語は、フランスと他のフランス語圏の国々では、1643年以来、非パリ風フランス語と、ブルトン語、オック語、アルピタン語などのいわゆる地域言語を指すのに使用されてきた。フランス語の"patois"の由来は不確かである。ひとつの説では、「不器用に扱う、不器用にいじる」を意味する古フランス語の"patoier"から派生したとする。したがって、この語感は、不器用な物言いという概念から起こったのかもしれない。別の説では、ラテン語で故郷を意味する"patria"から借用され、言語の変種の地方での広がりを指しているとされる。
通例では、ピジン言語、クレオール言語、方言、または現地のあるいは地方の口語の形式を指し示すが、流行語の語彙を基にしたジャーゴンやスラングには一般的に適用されない。この用語には、「パトワ」を話す人々と、文学やニュース放送で使用される標準語または優位言語（言語学のジャーゴンで言うところの上層方言）を話す人々の間の階級意識が深く根付いている。
一方、カリブ海諸島の英語由来のヴァーナキュラー（自国語）の形式の多くもまた、パトワ（この文脈では patwah などと綴られる）と参照される。特にジャマイカ・クレオール語を1934年から指し示すようになった。これらのパトワは、一般的に英語の「雑種形成」、「ブロークン・イングリッシュ」、またはスラングと考えられてきたが、ジャマイカ語の場合は、より正確にクレオール言語に分類される。実際、フランス語圏のカリブ海諸島では、フランス語の地域変種を示す類似の言葉として、クレオール (créole) が使用される。ジャマイカと同様に、「パトワ」という言葉は、コスタリカの大西洋沿岸、トラシアンカ（Trasianka; ベラルーシ語とロシア語が基礎）、シェン（Sheng; スワヒリ語が基礎）、ツォツィタール（Tsotsitaal; 南アフリカ共和国のハウテン州で使われる）を指す場合にも使用されている。